# Cuarteto de cuerda (Fauré)

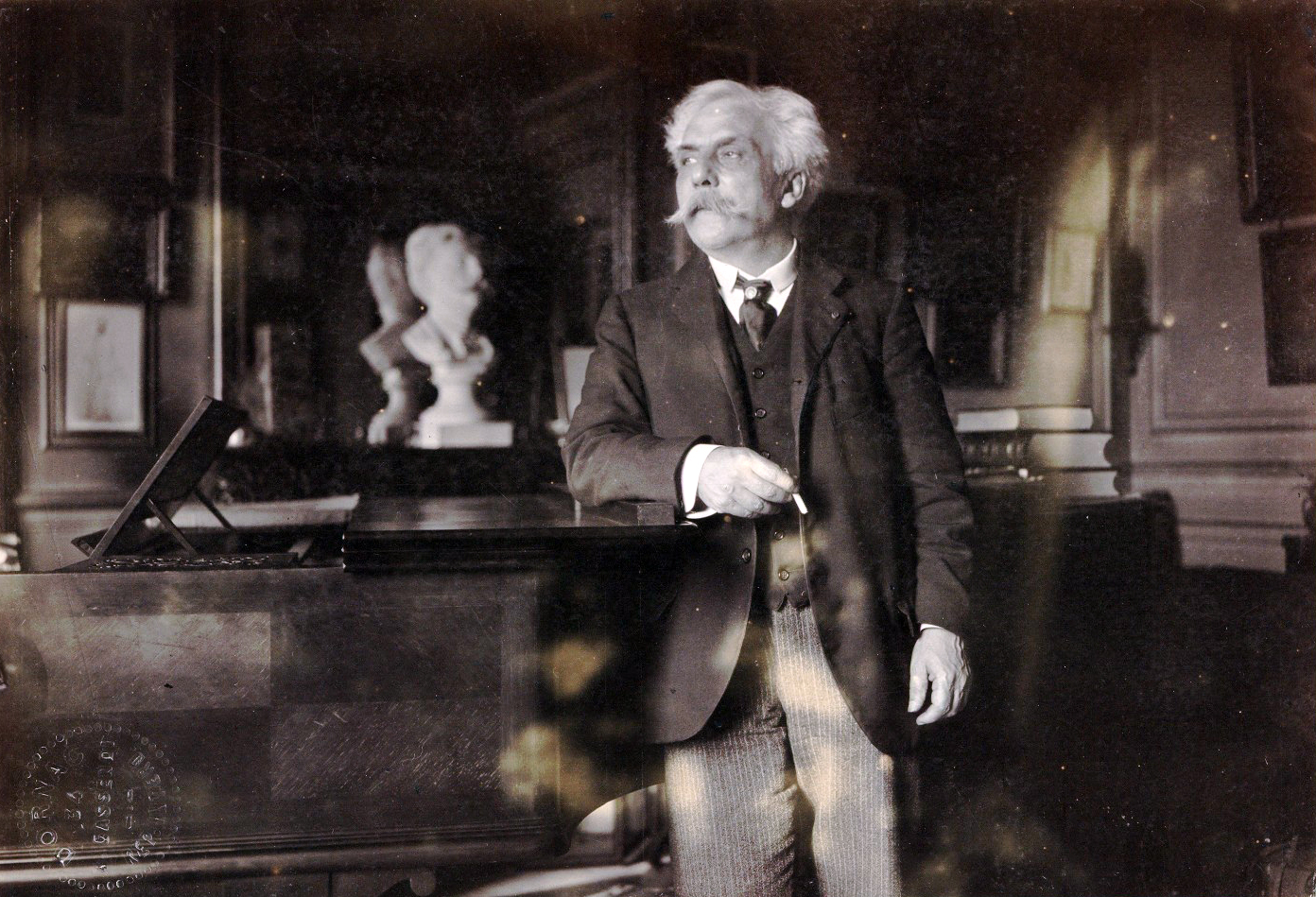
Fauré en 1905

El Cuarteto de cuerda en mi menor, op. 121, es el único cuarteto de cuerda de Gabriel Fauré. Completada en 1924, poco antes de su muerte a la edad de 79 años, es su última composición. Su alumno Maurice Ravel había dedicado su cuarteto de cuerda a Fauré en 1903, y él y otros instaron a Fauré a componer uno propio; él se negó, alegando que era demasiado difícil. Cuando finalmente decidió escribirlo, lo hizo con temor.
El cuarteto consta de tres movimientos, el último movimiento combina las funciones de scherzo y finale. El trabajo ha sido descrito como una meditación íntima sobre las últimas cosas, y "un trabajo extraordinario desde cualquier punto de vista, etéreo y de otro mundo con temas que parecen ser constantemente atraídos hacia el cielo".

## Contexto histórico
Cuando Fauré era director del Conservatorio de París (de 1905 a 1920), solía salir de París durante varias semanas al final del año académico para componer en paz en lugares tranquilos. Después de su retiro, continuó retirándose de París para tener episodios de composición sostenida. El cuarteto fue compuesto en Annecy-le-Vieux, y en París y Divonne-les-Bains entre septiembre de 1923 y septiembre de 1924.
A lo largo de su carrera, Fauré había compuesto para conjuntos de cámara. Sus obras de 1923 incluían dos cuartetos para piano, dos quintetos para piano, un trío para piano, dos sonatas para violín, dos sonatas para violonchelo y numerosas piezas de cámara de menor escala. Sin embargo, siempre se negó a intentar un cuarteto de cuerda. Su alumno Maurice Ravel había dedicado su Cuarteto de cuerda de 1903 a Fauré, y él y otros instaron a Fauré a componer uno propio; Fauré se negó, calificando la tarea de demasiado difícil para él. El 9 de septiembre de 1923 escribe desde Annecy a su esposa, que se quedó en París: "He formado un cuarteto para cuerdas, sin piano. Este es un género que Beethoven en particular hizo famoso, y hace que todos aquellos que no son Beethoven estén aterrorizados por él". Trabajó en la pieza de forma intermitente durante un año, terminándola el 11 de septiembre de 1924, trabajando muchas horas hacia el final para completarla.
El primer movimiento del cuarteto que se completó fue el andante central, que escribió en Annecy entre el 9 y el 13 de septiembre de 1923. El crítico musical Roger Nichols comenta que el tono sobrio y meditativo del andante se refleja en los otros dos movimientos que Fauré escribió después. Después de regresar a París, Fauré comenzó a trabajar en el primer movimiento, para el cual reutilizó dos temas de un concierto para violín inacabado que había comenzado y abandonado en 1878. Reanudó el trabajo en el verano del año siguiente, primero en Divonne-les-Bains y finalmente en Annecy, donde había comenzado a trabajar en ella un año antes. Cuando los tres movimientos estuvieron terminados, contempló agregar un scherzo por separado, pero decidió no hacerlo y le dijo a su esposa: "El cuarteto está completo, a menos que decida tener un pequeño cuarto movimiento que podría tener un lugar entre el primero y el segundo. Pero como no es de ninguna manera una necesidad, no me cansaré buscándolo, al menos no por el momento.”
El cuarteto se estrenó tras la muerte de Fauré; rechazó una oferta para que se interpretara en privado para él en sus últimos días, ya que su audición se había deteriorado hasta el punto en que los sonidos musicales se distorsionaban horriblemente en su oído.

## Estructura
1. Allegro moderado
El primer movimiento, en compás de 2/2, está en forma de sonata. El tema de apertura, interpretado por la viola, es respondido por el primer violín. Sigue el patrón de sonata normal, con el tema original de la viola omitido de la recapitulación.
2. Andante
El segundo movimiento, en compás de 4/4, no tiene una forma tradicional perceptible. El tema de apertura se repite a la mitad del movimiento, pero por lo demás, el andante sigue un curso contemplativo a través de escalas serpenteantes y saltos de octava ocasionales. La dinámica cambia constantemente, con crescendos o diminuendos en la mayoría de los compases. El especialista de Fauré, Jean-Michel Nectoux, ha dicho sobre el movimiento: "El Andante es una de las mejores piezas de escritura para cuarteto de cuerda. De principio a fin se baña en una luz sobrenatural. No hay nada que no sea hermoso en este movimiento con sus sutiles variaciones de juego de luces, una especie de blanco sobre blanco... La música sublime se pierde de vista, donde continúa, en lugar de parecer que llega a su fin".
3. Allegro
Al igual que el movimiento de apertura, el final está en forma de sonata y, al igual que el andante, está en compás de 4/4. Combina la función de scherzo y finale. El violonchelo introduce y desarrolla el tema del scherzo sobre un acompañamiento de pizzicato. La sección de desarrollo central, inusualmente larga en relación con el resto del movimiento, combina los temas escuchados al comienzo del movimiento. La obra termina con una jubilosa conclusión en mi mayor.

### Tempos
En la interpretación, los cuartetos de cuerda han variado mucho en sus tempos para la obra. De las grabaciones en los catálogos de CD en 2011, un ejemplo de una interpretación rápida es la del Amati Quartet, una interpretación de 1993 en el sello Divox, que toca un total de 22 minutos y 18 segundos. Entre las versiones más lentas está la del Cuarteto Medici (Nimbus, 1989) que es casi siete minutos más larga, a las 29:10.